# Guzmania triangularis
Guzmania triangularis är en gräsväxtart som beskrevs av Lyman Bradford Smith. Guzmania triangularis ingår i släktet Guzmania och familjen Bromeliaceae. Inga underarter finns listade i Catalogue of Life.